# Spalovač mrtvol
Spalovač mrtvol é um filme de drama tchecoslovaco de 1969 dirigido e escrito por Juraj Herz e Ladislav Fuks. Foi selecionado como represente da Tchecoslováquia à edição do Oscar 1970, organizada pela Academia de Artes e Ciências Cinematográficas.

## Elenco
- Rudolf Hrušínský - Karel Kopfrkingl
- Vlasta Chramostová - Lakmé; Dagmar
- Jana Stehnová - Zina
- Miloš Vognič - Mili
- Zora Božinová - Erna Reinkeová
- Ilja Prachař - Walter Reinke
- Eduard Kohout - Bettleheim